# 牛山充
牛山 充（うしやま みつる、1884年6月12日 - 1963年11月9日）は、日本の音楽学者、舞踊・浮世絵評論家、翻訳家。旧姓は百瀬。

## 生涯
長野県諏訪郡四賀村（諏訪市四賀）生まれ。高島小学校卒業後、1913年東京音楽学校甲種師範科卒。高野辰之、田村寛貞に師事し、在学中、学友会誌「音楽」の主筆・編集長を務めた。1912年には学友会主宰の「土曜演奏会」を始めた。また東京外国語学校や正則英語学校に通い、英語を習得し、海外音楽理論の翻訳に着手した。東京音楽学校講師を経て、教授。1922年から「東京朝日新聞」の音楽・舞踊欄を担当した。
1934年8月から「月刊楽譜」主筆を務めた。1938年4月に行われた第6回日本音楽コンクールではバイオリン部門の審査員を務める。1939年に新興作曲家連盟入会。
1961年東京バレエ学校を創立、校長。1952年文部大臣賞、1960年紫綬褒章受勲。日本浮世絵協会理事。NHK洋楽諮問委員、文部省芸術祭執行委員、舞踊コンクール、邦楽コンクールの審査員を務めた。　

## 著書
- 『名曲解説』（京文社、音楽叢書） 1923
- 『音楽鑑賞の智識』（京文社、音楽叢書） 1924
- 『洋楽鑑賞知識』（京都印書館） 1948
- 『音楽鑑賞講話』（音楽之友社） 1952

### 共編著
- 『国貞百選画集 続編』（編、画報社） 1928
- 『国貞風俗百選画集』（編、画報社） 1928
- 『浮世絵競艶画集』（編著、浮世絵新聞社） 1930
- 『レコード音楽全集 第3巻 演奏様式と演奏家』（増沢健美共著、三省堂） 1938

## 翻訳
- 『方法論』（ルネ・デカルト、越山堂、世界名著文庫） 1919
- 『教養論 原名・セルフカルチャア』（ジョン・ブラッキイ、越山堂、世界名著文庫） 1920
- 『独唱の仕方』（リルリ・レーマン、近代文明社） 1922
- 『バイロン詩集』（越山堂） 1922
- 『ピアノの弾き方』（ヨーゼフ・ホフマン、近代文明社） 1922
- 『塹濠の四週間 ヴアイオリニストの実戦記』（フリッツ・クライスラー、噴泉堂） 1923
- 『シエリー詩集』（聚英閣、泰西詩人叢書） 1923
- 『ピアノ演奏法』（ヨーゼフ・ホフマン、京文社、音楽教育叢書） 1929
- 『声楽法』（リルリ・レーマン、京文社、音楽教育叢書） 1929
- 『Twenty elementary and progressive vocalises』（サルヴァトーレ・マルケージ、シンキヤウ社） 1936
- 『ハンスリックの音楽美論』（田村寛貞訳著、牛山訳補、音楽之友社） 1956